# Huberville
Huberville è un comune francese di 359 abitanti situato nel dipartimento della Manica nella regione della Normandia.
Il territorio comunale è bagnato dalle acque del fiume Merderet.

## Società

### Evoluzione demografica
Abitanti censiti